# 韦利科·乌斯科科维奇
韦利科·乌斯科科维奇（羅馬化：Veljko Uskoković，1971年3月29日—），蒙特內哥羅男子水球运动员。他曾代表南联盟、黑山参加1996年、2000年和2008年夏季奥林匹克运动会水球比赛，其中2000年奥运会获得一枚铜牌。